# 黎州千户所
黎州千户所，明朝时设置的千户所。
万历二十四年（1596年）降黎州安抚司置，治所在今四川省汉源县北清溪镇。属四川都司。清初与大渡河千户所合置黎大千户所。